# Bagnuur
Bagnuur (mong. Багануур) – dzielnica Ułan Bator, stolicy Mongolii.
Dzielnica została utworzona w 1992 roku, na terenach dawnej radzieckiej bazy wojskowej. Stanowi eksklawę położoną 130 km na wschód od terytorium Ułan Bator, na granicy ajmaków centralnego i chentejskiego. Obejmuje terytorium 620,2 km² i składa się z 5 osiedli. W 2013 roku liczyła 27 440 mieszkańców.
Dzielnica o charakterze wybitnie przemysłowym, na jej terenie znajduje się jedna z największych w Mongolii kopalni węgla.